# Xande Silva
Xande Silva, né le 16 mars 1997 à Porto, est un footballeur portugais jouant au poste d'attaquant à Atlanta United.

## Biographie

### En club
Le 2 août 2023, Xande Silva est prêté à Atlanta United, franchise de Major League Soccer, par le Dijon FCO jusqu'au terme de la saison 2023, le club américain disposant également d'une option d'achat,.
Le 4 décembre 2023, sa clause d'achat est levé. 

### En équipe nationale
Avec les moins de 17 ans, il participe au championnat d'Europe des moins de 17 ans en 2014. Lors de ce tournoi, il joue quatre matchs. Le Portugal est battu en demi-finale par l'Angleterre.
Il joue ensuite avec les moins de 19 ans le championnat d'Europe des moins de 19 ans en 2016. Lors de ce tournoi, il joue quatre matchs, inscrivant un but contre l'Allemagne. Le Portugal est battu en demi-finale par l'équipe de France.
Il dispute ensuite avec les moins de 20 ans la Coupe du monde des moins de 20 ans 2017 organisée en Corée du Sud. Lors du mondial junior, il joue cinq matchs. Il inscrit un but contre l'Iran en phase de groupe, puis un autre but contre l'Uruguay en quart de finale.

## Palmarès
Vitória SC
- Finaliste de la Coupe du Portugal en 2017
- Finaliste de la Supercoupe du Portugal en 2017